# パックンロール
『パックンロール』は、ナムコ（後のバンダイナムコエンターテインメント）より2005年7月28日に発売されたニンテンドーDS用ゲームソフト。

## 概要
DS下画面のパックマンをタッチペンでスライドさせ、上画面のマップ上を移動させゴールを目指すアクションゲーム。
敵は従来のゴースト達に加え、ロックンローラーゴーストの「ゴルビス」がボスとして登場。ステージ内のクッキーを食べていくと途中にある「ゴルビスゲート」が通過可能となり、数カ所のゲートを通過した先にゴールがある。
ステージ内のジュエリーを集めるとオリジナルの『パックマン』（迷宮が上下2画面に分割表示）をプレイ可能になる。
2007年発売のWii用ソフト『みんなで遊ぼう!ナムコカーニバル』には別マップのパックンロール REMIXが収録。

## アイテム
- ナイトチョコ - ナイトパックマンに変身。鉄の障害物を破壊できたり強風にも強いが、重い分転がりにくく止まりにくい[2]。
- ウイングチョコ - ウイングパックマンに変身。滑空して水面も素早く滑れるが、風で飛ばされやすいなど操作に難がある。
- パックンチョコ - 上記のパックマンからノーマルに戻る。最高速度が一番高く、短所も無い。
- パワークッキー - ゴーストをイジケ状態にする。
- ピザ - ライフゲージの最大値が増える。
- スペシャルフラッグ - パックマンの残り数が増える。